# Austindus von Auch

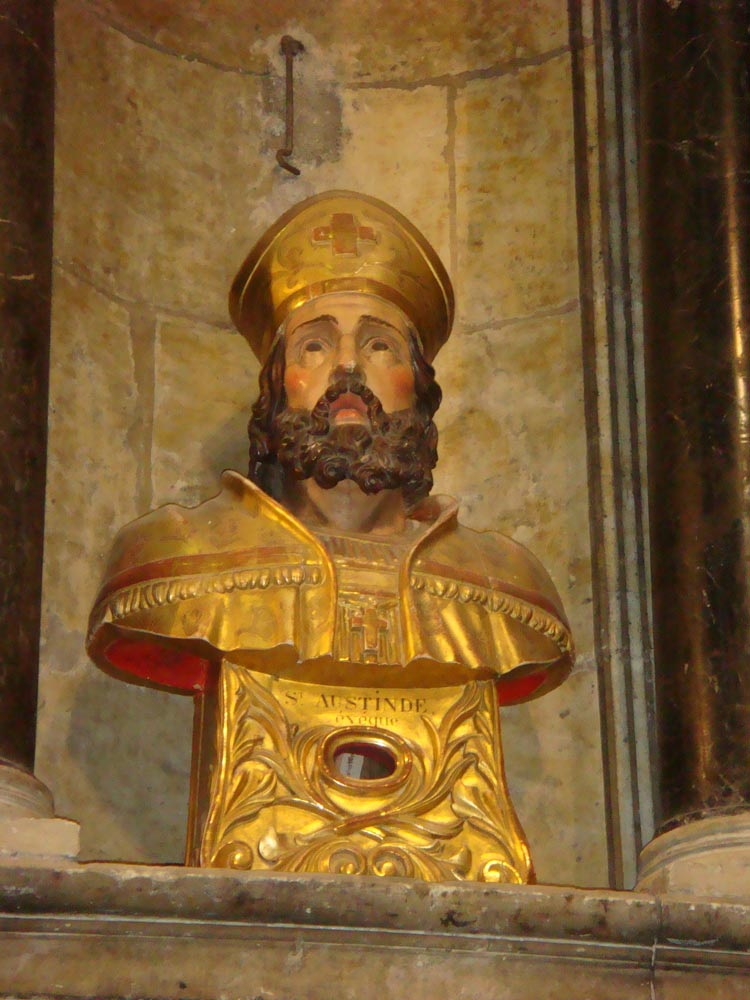
Austindus von Auch – Reliquienbüste

Austindus von Auch (* um 1000 in Bordeaux; † 27. Juli 1068 in Auch) war von 1049 bis zu seinem Tod Erzbischof von Auch. Er wurde später heiliggesprochen; sein Gedenktag ist der 26. Juli oder der 25. September.

## Vita
Austindus wurde um das Jahr 1000 in eine unbekannte, aber wahrscheinlich hochrangige Familie hineingeboren. Zu einem unklaren Zeitpunkt trat er dem Benediktinerkloster von Saint-Orens bei. Nach dem Tod des amtierenden Erzbischofs von Auch wurde er als dessen Nachfolger bestimmt. Seine erste bekannte Amtshandlung war die Weihe der in Abhängigkeit von Cluny stehenden Klosterkirche von Saint-Mont. Kurz darauf wandte er sich dem Neubau der baufällig gewordenen Kathedrale von Auch zu; die Arbeiten wurden im Jahr 1064 abgeschlossen.
Zwischenzeitlich (1155) hatte er auf einem von ihm selbst erworbenen Grundstück den etwa 55 km nordwestlich von Auch gelegenen Ort Nogaro gegründet, dem er Freiheitsrechte (sauveté) gewährte. Außerdem zog er die regionale Geistlichkeit und den regionalen Adel auf seine Seite und saß mehreren Regionalkonzilien vor – Jaca (1060), Saint-Sever (1061) und Auch (1068). Kurz danach starb er.

## Verehrung
Seine Gebeine wurden in der Kathedrale von Auch beigesetzt; man fand und erhob sie im Jahr 1610.

## Darstellung
Mittelalterliche Darstellungen von Austindus sind unbekannt; seine barocke Reliquienbüste zeigt ihn als Bischof.